# Valleix-Punkte
Die Valleix-Punkte (nach dem Pariser Pädiater François Louis Isidore Valleix, 1807–1855) im eigentlichen Sinne sind die Nervendruckpunkte im Verlaufe des Ischiasnervs (Nervus ischiadicus): Lumbalpunkte IV und V, Iliosakral-, oberer und unterer Gluteal-, Popliteal-, Peroneal-, Malleolarpunkt. Analog zu der Untersuchung von Nervendehntests, wie dem Lasègue-Zeichen, ist ihre Druckschmerzhaftigkeit ist symptomatisch für Ischiasbeschwerden (Reizung des Ischiasnervs bzw. seiner Wurzeln, z. B. Wurzelkompression durch Bandscheibenvorfall oder periphere Läsion nach Trauma).
Im klinischen Alltag werden auch weitere Nervendruckpunkte, die bei verminderter Reizschwelle schmerzhaft auf Druck reagieren (symptomatisch z. B. für Neuralgie oder Neuritis), als Valleix-Punkte bezeichnet. Klassische Beispiele der neurologischen Diagnostik sind die Druckpunkte des Nervus trigeminus bzw. seiner drei Hauptstämme im Gesichtsbereich.